# Hibiscus jaliscensis
Hibiscus jaliscensis är en malvaväxtart som beskrevs av P.A. Fryxell. Hibiscus jaliscensis ingår i Hibiskussläktet som ingår i familjen malvaväxter. Inga underarter finns listade i Catalogue of Life.